# 遠山桜宇宙帖 奴の名はゴールド
『遠山桜宇宙帖 奴の名はゴールド』（とおやまざくらスペースちょう やつのなはゴールド） は、結城恭介のSF小説。1987年に徳間書店・アニメージュ文庫より刊行された。陣出達朗の時代小説『まぼろし奉行』（遠山の金さん）をオマージュした作品。

## ストーリー
巨大コンピュータ・EDOによって治められ、戦争が根絶された未来。堅苦しい家を嫌いダウンタウンで暮らすゴールドだったが、執政官である父・レトクラードが「幽霊」に襲われ重体だと聞かされ、事件の真相を探ろうと、父が襲われる直前に滞在していたスペースコロニー・フェドバーに向かい、現地に滞在している従弟のリットと、何故か一緒に着いて来たガールフレンドのミディの三人で調査を進める。
リットから、レトクラードの滞在中に起こったフェドバー君主・プレンマツ一家の事故死と、それに関わるプレンマツ家の運転手と宇宙ヨット整備士の不審死を聞いたゴールドは、リットと共にプレンマツ宮殿に潜入するが、そこでゴールドは「幽霊」の正体を知った。「幽霊」の正体はプレンマツの息子・イオン王子であり、EDOの支配に反対していた父を謀殺したレトクラードへの復讐が目的だった。そして、ガールフレンドのミディがプレンマツの娘・ベリル王女だったことも知る。復讐の無意味さを感じ兄を止めようとするミディだったが、イオンはそれを聞き入れず、ゴールドを殺してしまう。
3日後。ゴールドに成りすましたイオンは執政官として姿を現し、事件を公表しレトクラードを公開裁判にかけた。しかし、裁判の場に現れたのは殺したはずのゴールドだった。ゴールドはイオンの正体を暴き、事件の真の首謀者を暴くため裁判を続行する。

## 登場人物
ゴールド・ディザーズマウント
レトクラードの息子。厳格で堅苦しい家を嫌い、ダウンタウンで放蕩生活を過ごしている。博打や女に目がないが、博打の腕はからっきしのため、いつも大損している。
ミディ
ゴールドのガールフレンド。ダウンタウンの酒場で歌手をしているが、正体はフェドバー君主トノモノ・プレンマツの娘ベリル・プレンマツ王女。
イオンと共にレトクラードへの復讐を図るが、復讐の無意味さを感じ兄を止めようとする。事件の解決後も、ダウンタウンの酒場で歌手をしている。
イオン・プレンマツ
トノモノ・プレンマツの息子で、フェドバー王子。謀殺の際奇跡的に助かり、両親を殺したレトクラードへの復讐を計画する。公式には両親と共に事故死したことにされている。
ゴールドに変装しレトクラードを裁判にかけるが、ゴールドに正体を見破られる。その後の裁判で、EDOから「死んでいる人間は裁けない」として無罪となり、ダウンタウンの酒場でバーテンとなった。
リット
ゴールドの従弟。フェドバーに留学中で、ゴールドと共に事件の調査を行う。
レトクラード・ディザーズマウント
ゴールドの父で、EDOを支える執政官の一人。EDOの支配に反対するプレンマツを事故に見せかけ謀殺する。
エボタ
レトクラードの弟で、リットの父。警察署長をしている。
大男
プレンマツ家の運転手のオカマ。イオンと共にレトクラードへの復讐を図る。ゴールドに恋してしまい、事件の解決後はミディとゴールドの取り合いをしている。
EDO
宇宙を治める巨大コンピュータ。自分の支配に反対するプレンマツに理解を求めるが、その意思を曲解したレトクラードら執政官たちの暴走を誘発し、一連の事件のきっかけとなる。
ゴールドから事実を聞かされ、レトクラードとイオンの双方に無罪の判決を下した。

## 既刊一覧
- 結城恭介（著） / 北爪宏幸（イラスト） 『遠山桜宇宙帖 奴の名はゴールド』 徳間書店〈アニメージュ文庫〉、1987年7月発売、ISBN 4-19-669565-5

## OVA
1988年7月25日にOVAとして発売された。

### 声の出演
- ゴールド・ディザーズマウント - 矢尾一樹
- ミディ（ベリル・プレンマツ） - 藤井一子
- イオン・プレンマツ - 森功至
- レトクラード・ディザーズマウント - 阪脩
- エボタ - 池水通洋
- リット - 塩屋翼
- 大男 - 屋良有作
- 執政官A - 青野武
- 執政官B - 永井一郎
- 執政官C - 佐藤正治
- 執政官D - 田中康郎
- 老人 - 宮内幸平
- 記者 - 平野正人
- 男A - 田中和実
- 男B - 小林通孝
- 男C - 松尾銀三
- 空港アナ - 加藤雅子
- 船内アナ - 半谷きみえ
- EDO - 坪井章子

### スタッフ
- 製作 - 山下辰巳
- 企画 - 尾形英夫
- プロデューサー - 横尾道男、坪池義雄、佐々木章、大久保唯男
- 原作 - 陣出達朗、結城恭介
- 監督 - 梅澤淳稔
- 脚本 - 酒井あきよし
- 助監督 - 寒竹清隆
- キャラクターデザイン - 北爪宏幸
- 作画監督 - 北爪宏幸、伊藤奈緒美
- 撮影監督 - 池上元秋
- 美術監督 - 有川和子
- 音響効果 - 伊藤道広
- 特殊効果 - 中島正之
- 編集 - 福光伸一
- 音楽 - 羽田健太郎
- 製作 - 東映動画、徳間書店
- 配給 - 徳間ジャパン

### 主題歌
主題歌「刺青レイディ」
作詞 - 栃内淳 / 作曲 - 柴矢俊彦 / 編曲 - くりはらまさき / 歌 - 藤井一子
挿入歌「告白」
作詞 - 栃内淳 / 作曲 - 羽場仁志 / 編曲 - くりはらまさき / 歌 - 藤井一子

## ゲームソフト
東映動画より「遠山の金さんすぺえす帖 MR.GOLD」のタイトルで1988年7月19日に発売。対応機種はファミリーコンピュータ ディスクシステム、ジャンルはアドベンチャーゲーム。